# Hans Philip Thelott
Hans Philip Thelott, född omkring 1670 i Uppsala, död 1716 troligen i Nyköping, var en svensk träsnittare och kopparstickare.
Han var son till Philip Jacob Thelott den äldre och Sara Andersdotter och från 1694 gift med Maria Hermansdotter Segebade och i ett andra äktenskap med Johanna Thelott. Han var bror till instrumentmakaren Olof Thelott samt halvbror till löjtnanten Philip Jacob Thelott och Anna Maria Thelott. Han fick sin grundläggande utbildning av sin far och fick tillsammans med sia syskon hjälpa till med illustreringen av Olof Rudbecks Atlantica och Campus Elysii. I början av 1690-talet flyttade han till Stockholm men det finns inga kända uppgifter om hans konstnärliga verksamhet i staden. I samband med föräldrarnas frånfälle i pesten 1710 presenterade han en räkning som visade att han bekostat föräldrarnas sista tid i livet.     